# L'Échelle de Jacob (maison d'édition)
Pour les articles homonymes, voir Échelle de Jacob.
 (septembre 2024).
Si vous disposez d'ouvrages ou d'articles de référence ou si vous connaissez des sites web de qualité traitant du thème abordé ici, merci de compléter l'article en donnant les références utiles à sa vérifiabilité et en les liant à la section « Notes et références ».
L'Échelle de Jacob est une maison d'édition française fondée en 1998, qui propose « la publication d'ouvrages de référence dans le domaine des beaux-arts français du XIXe siècle et de la première moitié du XXe ». Le catalogue général des publications consultable sur le site  de l'Echelle de Jacob permet de connaître l'axe éditorial : la mise à disposition des catalogues des expositions de groupes, ou Salons, qui se sont tenues à Paris et en Province à partir du XVIIIe siècle.
En plus des expositions des Sociétés centrales parisiennes (Artistes français, Société nationale des beaux-arts, Indépendants, Automne, Tuileries, Salon d'Hiver, Société des peintres orientalistes français, Société coloniale des beaux-arts, Société des Artistes décorateurs, etc.), l'Échelle de Jacob a lancé un corpus sur les expositions en province. Cet ensemble regroupe à ce jour des synthèses sur les expositions d'artistes vivants qui se sont tenues, parfois dès le XVIIIe siècle, à Dijon, Bordeaux, Rouen, Le Havre, Lyon, Nantes, Les Salons et Expositions du département du Nord de 1773 à 1914 (manifestations tenues à Lille, Roubaix, Tourcoing, Cambrai, Valenciennes, Dunkerque), Les Salons de Lorraine et de l'Ecole de Nancy de 1833 à 1950 (manifestations tenues à Nancy, Metz, Bar-le-Duc, Epinal, Gérardmer, Remiremont, Saint-Dié-des-Vosges).
De plus, un corpus sur les expositions des Galeries parisiennes a été inauguré par la Galerie Druet (1903-1938), suivie de la Galerie Berthe Weill, Devambez, Georges Petit, Le Barc de Boutteville (1891-1899) et le Salon des Cent (1894-1903). Toujours avec l'idée de proposer des sources difficiles d'accès et dans lesquelles on puisse trouver des informations précises, chronologiques, sur les artistes peu connus et sur leur production.
Depuis 2008, cette maison publie les Actes du Salon du Dessin qui rassemblent les contributions d'historiens de l'art lors d'un colloque annuel sur des thèmes divers. Ces rencontres scientifiques sont organisées sous la direction de Monsieur Pierre Rosenberg, de l'Académie française, Président-Directeur honoraire du musée du Louvre.
En juin 2024, l'Echelle de Jacob a cessé son activité éditoriale.